# ذي صومي (العدين)

تعديل مصدري - تعديل

ذي صومي محلة تابعة لقرية قصيع العمارنة، التابعة لعزلة العمارنة بمديرية العدين إحدى مديريات محافظة إب في الجمهورية اليمنية، بلغ تعداد سكانها 59 حسب تعداد اليمن لعام 2004.